# Wapen van Zeeland (provincie)

Provinciewapen

Oude wapen

Het Wapen van Zeeland werd (in traditionele vorm) op 4 december 1948 bij Koninklijk Besluit officieel vastgesteld. De spreuk onder het wapen luidt 'Luctor et Emergo': ik worstel en kom boven. Het wapen wekt de indruk dat die spreuk betrekking heeft op de strijd tegen het water (de afgebeelde leeuw lijkt immers uit het water op te rijzen). Die veronderstelling berust echter op een misverstand. De strijd die bedoeld wordt, is die tegen de Spanjaarden. In oudere versies van het wapen zijn de twee helften van elkaar gescheiden door een rechte lijn. Het gaat in feite om een halve (uitkomende) leeuw boven een afzonderlijk veld met golvende lijnen.
Het wapen dateert echter van ruim vóór de Tachtigjarige Oorlog. Een vroege versie wordt al afgebeeld op het titelblad van Le champion des dames uit 1440. Hertog Filips de Goede van Bourgondië laat zich hierop omringen door de wapens van zestien gewesten, waaronder dat van het graafschap Zeeland (conte de Zellande). De halve (uitkomende) leeuw is ook hier door een rechte lijn gescheiden van de golven. Op een miniatuur uit 1450 met het aanbiedingstafereel van de Roman de Girart de Rousillon, vervaardigd voor Filips de Goede, wordt de leeuw in zijn geheel afgebeeld. De halve (uitkomende) leeuw is wel weer te zien op een krijgsverordening van Karel de Stoute uit de periode 1473-1476. Daarnaast is het wapen afgebeeld op een portret van Maria van Bourgondië door de Brugse kroniekschrijver Anthonis de Roovere (1430-1482) (hier met een gaande leeuw). In de Kattendijke-kroniek van 1491 is een golvende scheidslijn te zien, vermoedelijk foutief nagetekend naar een ouder voorbeeld. De Engelsman Matthew Paris tekent overigens al rond 1250 een vergelijkbaar wapen met een uitkomende leeuw (maar zonder herkenbare golven) naast het wapen van graaf Willem II van Holland. De heraldicus Hubert de Vries noemt dit een "wapen dat niet anders kan zijn dan van Zeeland".
De wapenspreuk stamt uit een latere tijd dan het wapen zelf. In 1585, tijdens de Tachtigjarige Oorlog, lieten de Staten van Zeeland een penning slaan die op de ene zijde de tekst 'Autore Deo, favente Regina' (door het gezag van God en de gunst der koningin) en aan de andere kant 'Luctor et Emergo' droeg. Op deze wijze wilde Zeeland het Verdrag van Nonsuch vieren, waarin de Britse koningin Elizabeth I verklaarde dat ze de opstand tegen de Spaanse koning Filips II beloofde te steunen. Het wapen werd tevens in gebruik genomen als basis voor het wapen van Terneuzen.
In een pamflet uit die tijd wordt aangegeven dat het de Zeeuwse leeuw moet voorstellen, die na een worsteling uit het water weet te klimmen dankzij Gods hulp en de 'goedgunstigheid' van de koningin. De strijd tegen de Spanjaarden verliep op dat moment niet zo goed. Het worstelen heeft dus oorspronkelijk niet betrekking op de strijd tegen het water, maar op het 'worstelen' tegen Spanje.
Samen betekenden de spreuken: "Door het gezag van God en de gunst der koningin worstel ik en kom ik boven". Vanwege de lengte van de spreuk en omdat het eerste deel van de spreuk niet zelfstandig kan worden gelezen, is alleen het laatste deel ervan aan de onderzijde van het wapen geplaatst.

## Afbeelding

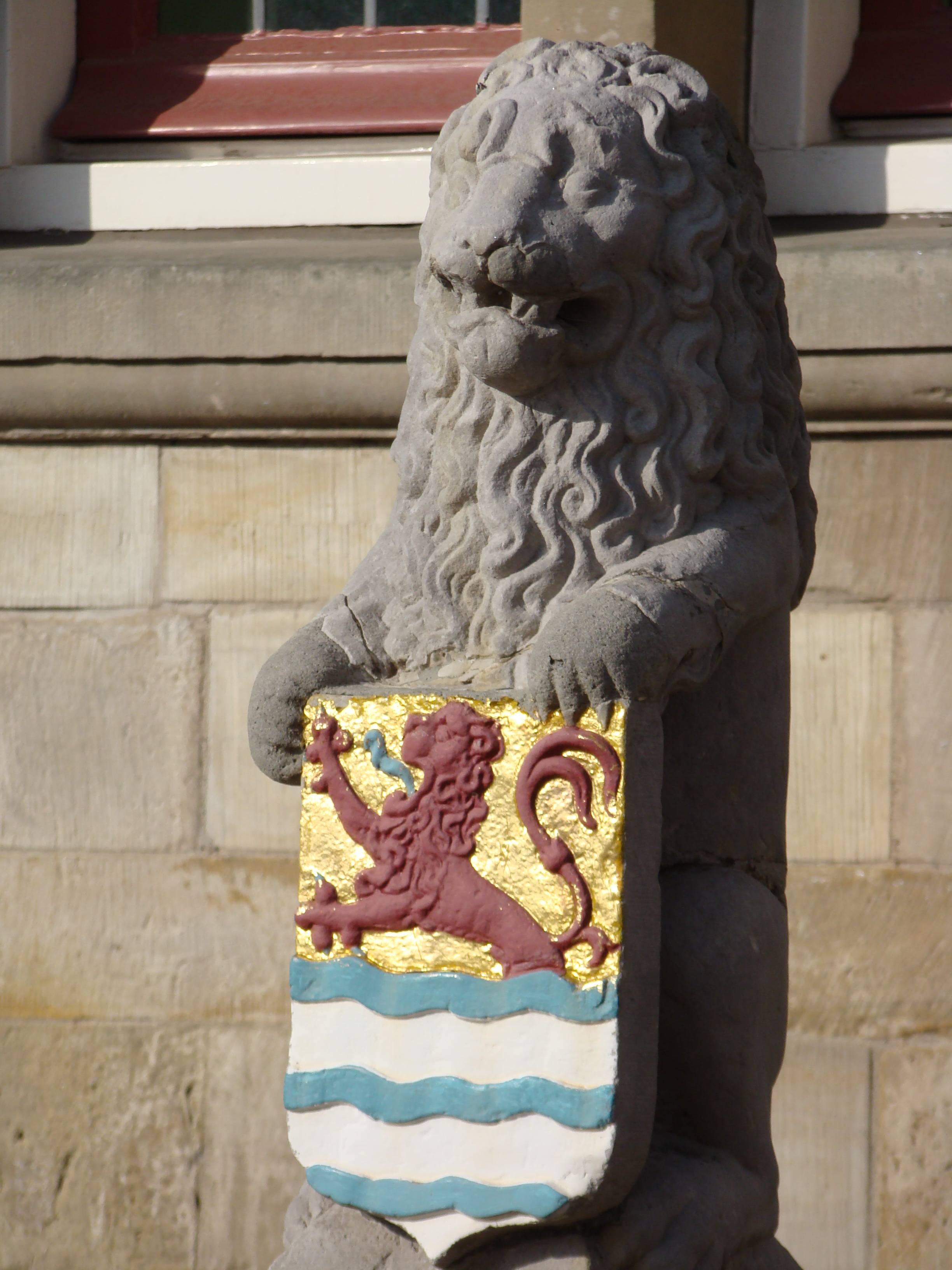
Het wapen van Zeeland in Brouwershaven
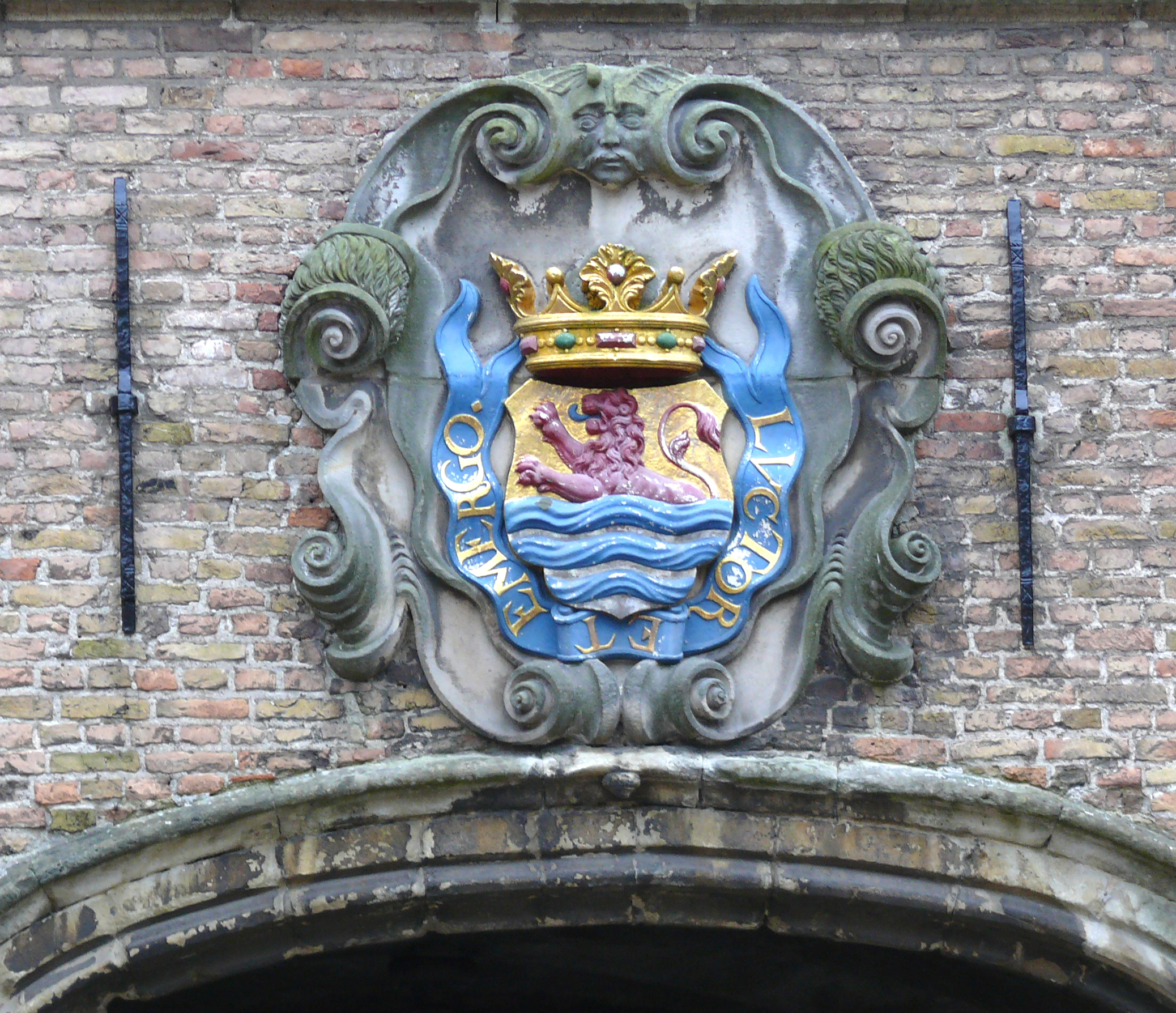
Het wapen als gevelsteen in Middelburg
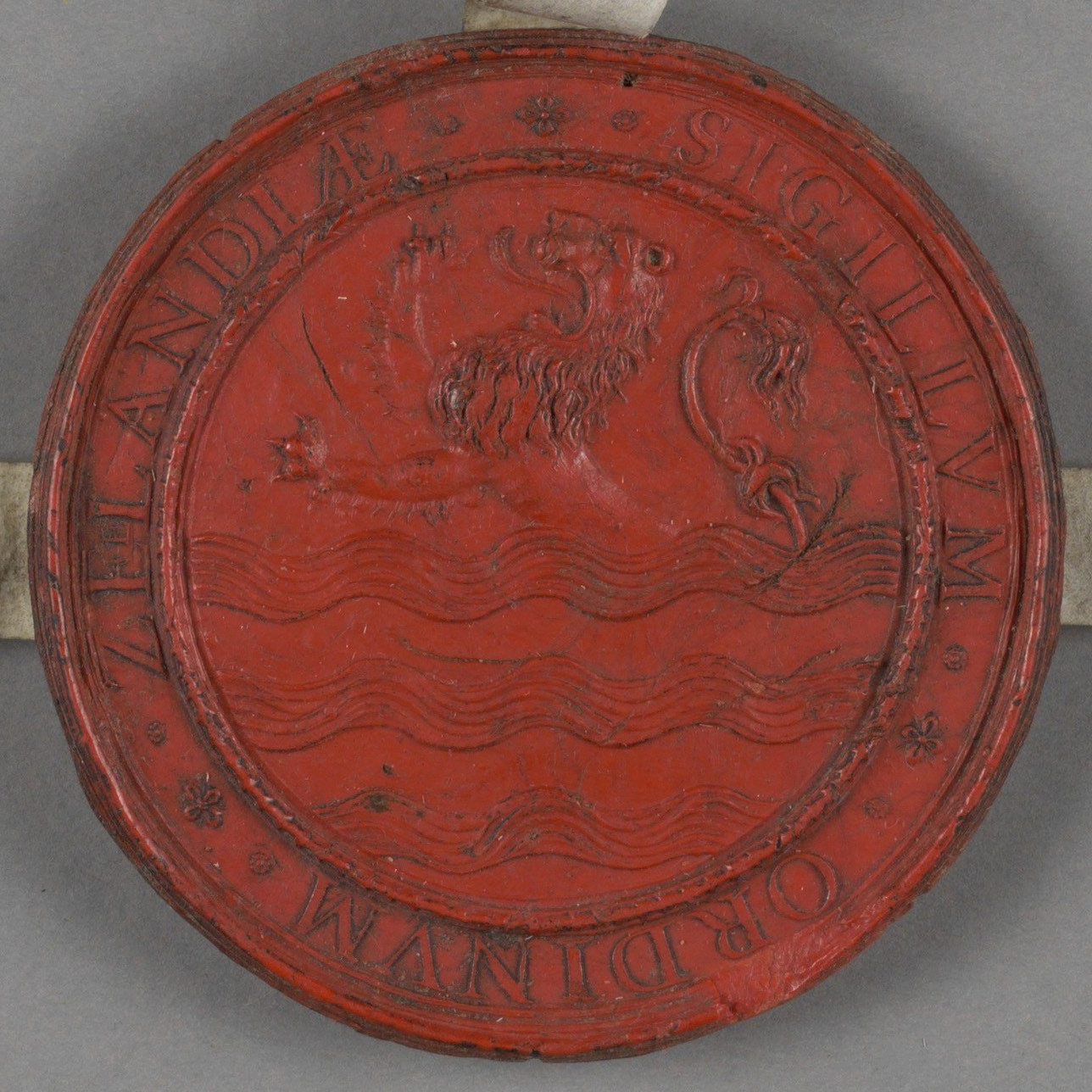
Zegel van de Staten van Zeeland (1685)